# Erinaceidae
Érinacéidés
Famille
Sous-familles de rang inférieur
- Erinaceinae
- Galericinae

Les érinacéidés (Erinaceidae) forment une famille de mammifères insectivores, qui inclut la plupart des hérissons, mais aussi les gymnures, animaux d'Asie inermes (sans épines).

## Liste des sous-familles
Les érinaceidés actuelles se subdivisent en deux sous-familles.
Selon ITIS :
- sous-famille Erinaceinae G. Fischer, 1814 - des hérissons à piquants.
- sous-famille Galericinae Pomel, 1848 - des espèces d'Asie, dépourvues de piquants.

## Régime alimentaire
Les hérissons sont quasiment omnivores. Ils se nourrissent d'insectes, d'escargots, de grenouilles et de crapauds, de serpents, d'œufs d'oiseaux, de carcasses d'animaux, de champignons, d'herbe, de racines, de baies, de melons et de courges. 
Il arrive parfois que des hérissons soient surpris en train de creuser à la recherche de vers de terre après un orage. Bien que les hérissons européens soient en grande partie insectivores, ce n'est pas toujours vrai pour les autres espèces. Par exemple, les baies constituent l'essentiel du régime du hérisson afghan au printemps.
Ils sont souvent considérés comme une forme naturelle de contrôle des parasites de jardin. Beaucoup de gens laissent  de la nourriture afin de les attirer. Bien que les hérissons aient une intolérance au lactose, ils consommeront sans difficultés du fromage, du lait et des produits laitiers sources de problèmes digestifs graves sinon mortels (dysenterie). La nourriture pour chiens et pour chats est meilleure que les produits laitiers (car sans lactose), cependant celles-ci présente des taux en sel, en graisse et en céréales beaucoup trop grands pour une alimentation quotidienne chez cette espèce. De fait, le nourrissage des hérissons est vivement déconseillé pour ces raisons, mais également de par le fait que les études récentes montrent que cela perturbe l'apprentissage des comportements de recherche de nourriture des hérissonneaux, que cela engendre des troubles de l'hibernation, ainsi qu'une augmentation des risques de transmissions des maladies en concentrant beaucoup de hérissons sur un même lieu de nourrissage.
Il est préférable de leur en laisser seulement une petite part afin qu'ils restent sur leur faim pour s'occuper des parasites du jardin.

## Histoire du taxon
Bien que l'on n'ait que peu d'indices concernant l'âge des espèces de hérissons actuelles, des fossiles mésozoïques d'insectivores à épines de morphologie de type hérisson ont été découverts.

## Genres et espèces

### Liste des genres
Selon ITIS & MSW:
- sous-famille Erinaceinae G. Fischer, 1814 -- les hérissons vrais
  - genre Atelerix Pomel, 1848
  - genre Erinaceus Linnaeus, 1758
  - genre Hemiechinus Fitzinger, 1866
  - genre Mesechinus Ognev, 1951
  - genre Paraechinus Trouessart, 1879
- sous-famille Galericinae Pomel, 1848 -- gymnures, hérissons d'Asie dépourvus de piquants
  - genre Echinosorex Blainville, 1838 - Grand gymnure
  - genre Hylomys Müller, 1840
  - genre Neohylomys Shaw et Wong, 1959
  - genre Neotetracus Trouessart, 1909
  - genre Podogymnura Mearns, 1905

Les relations entre les genres sont exprimées dans le schéma suivant :
|  | Hylomys     |
|  |             |
|  | Neohylomys  |
|  |             |
|  | Neotetracus |
|  |             |

|  | Echinosorex |
|  |             |
|  | Podogymnura |
|  |             |

|  | Hylomys     |
|  |             |
|  | Neohylomys  |
|  |             |
|  | Neotetracus |
|  |             |

|  | Echinosorex |
|  |             |
|  | Podogymnura |
|  |             |

|  | Erinaceus |
|  |           |
|  | Atelerix  |
|  |           |

|  | Paraechinus |
|  |             |
|  | Hemiechinus |
|  |             |

|  | Erinaceus |
|  |           |
|  | Atelerix  |
|  |           |

|  | Paraechinus |
|  |             |
|  | Hemiechinus |
|  |             |

|  | Hylomys     |
|  |             |
|  | Neohylomys  |
|  |             |
|  | Neotetracus |
|  |             |

|  | Echinosorex |
|  |             |
|  | Podogymnura |
|  |             |

|  | Hylomys     |
|  |             |
|  | Neohylomys  |
|  |             |
|  | Neotetracus |
|  |             |

|  | Echinosorex |
|  |             |
|  | Podogymnura |
|  |             |

|  | Erinaceus |
|  |           |
|  | Atelerix  |
|  |           |

|  | Paraechinus |
|  |             |
|  | Hemiechinus |
|  |             |

|  | Erinaceus |
|  |           |
|  | Atelerix  |
|  |           |

|  | Paraechinus |
|  |             |
|  | Hemiechinus |
|  |             |

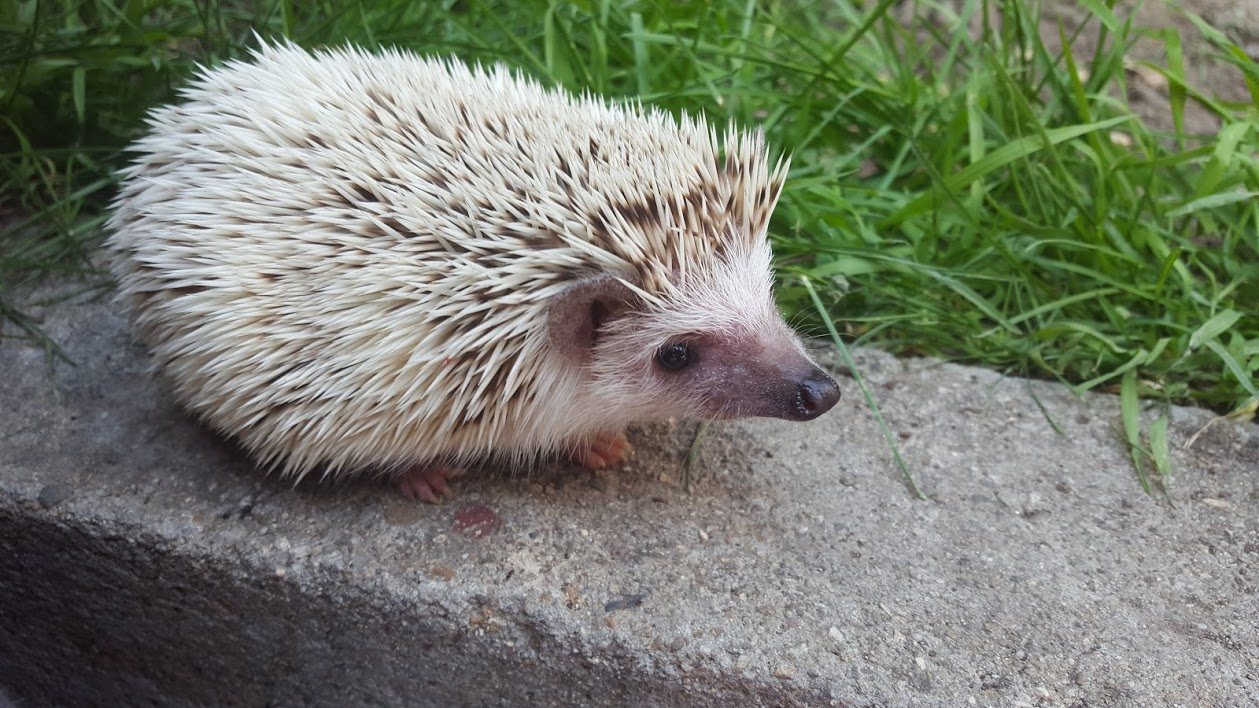
Atelerix albiventris
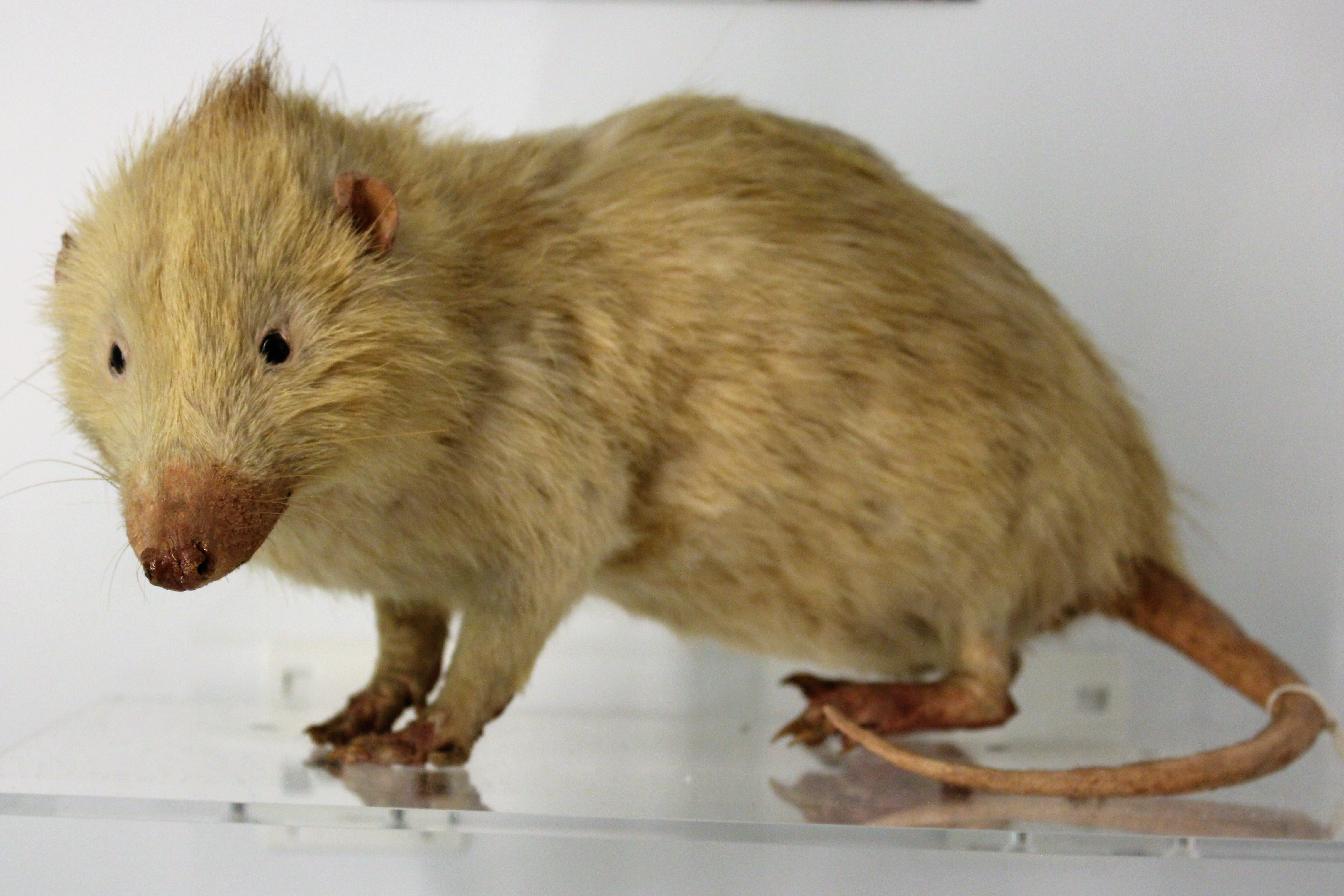
Echinosorex gymnura
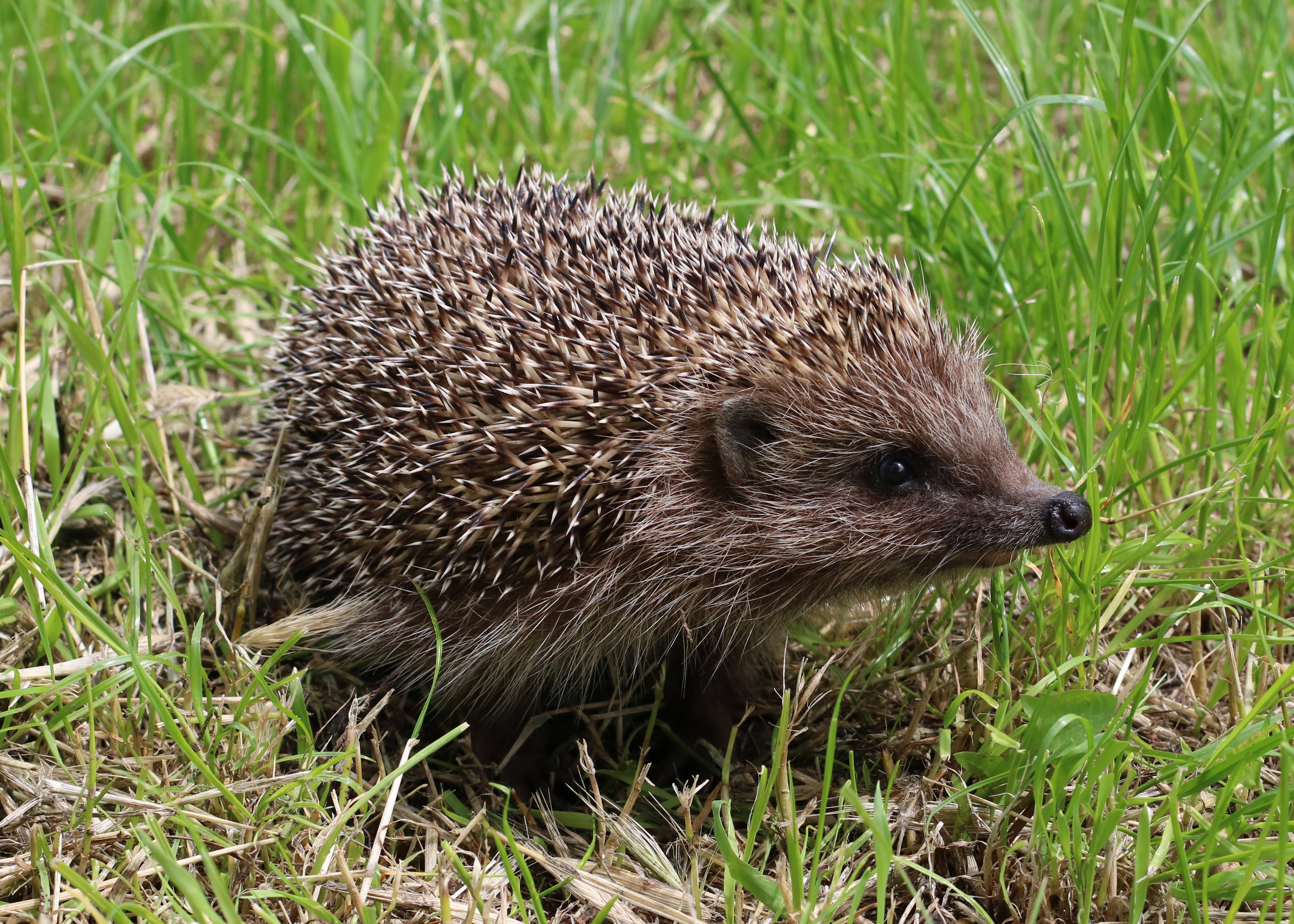
Erinaceus roumanicus
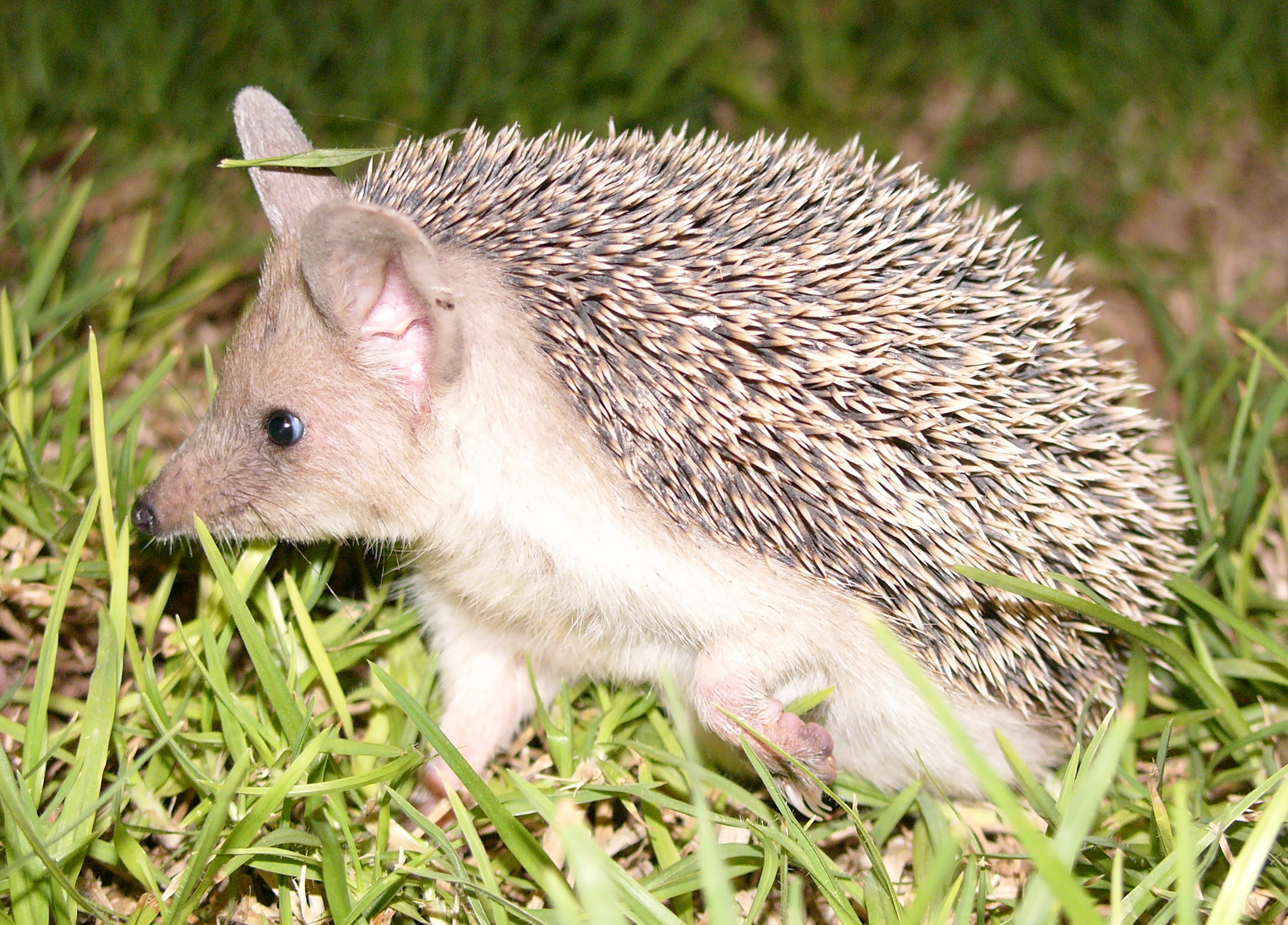
Hemiechinus auritus
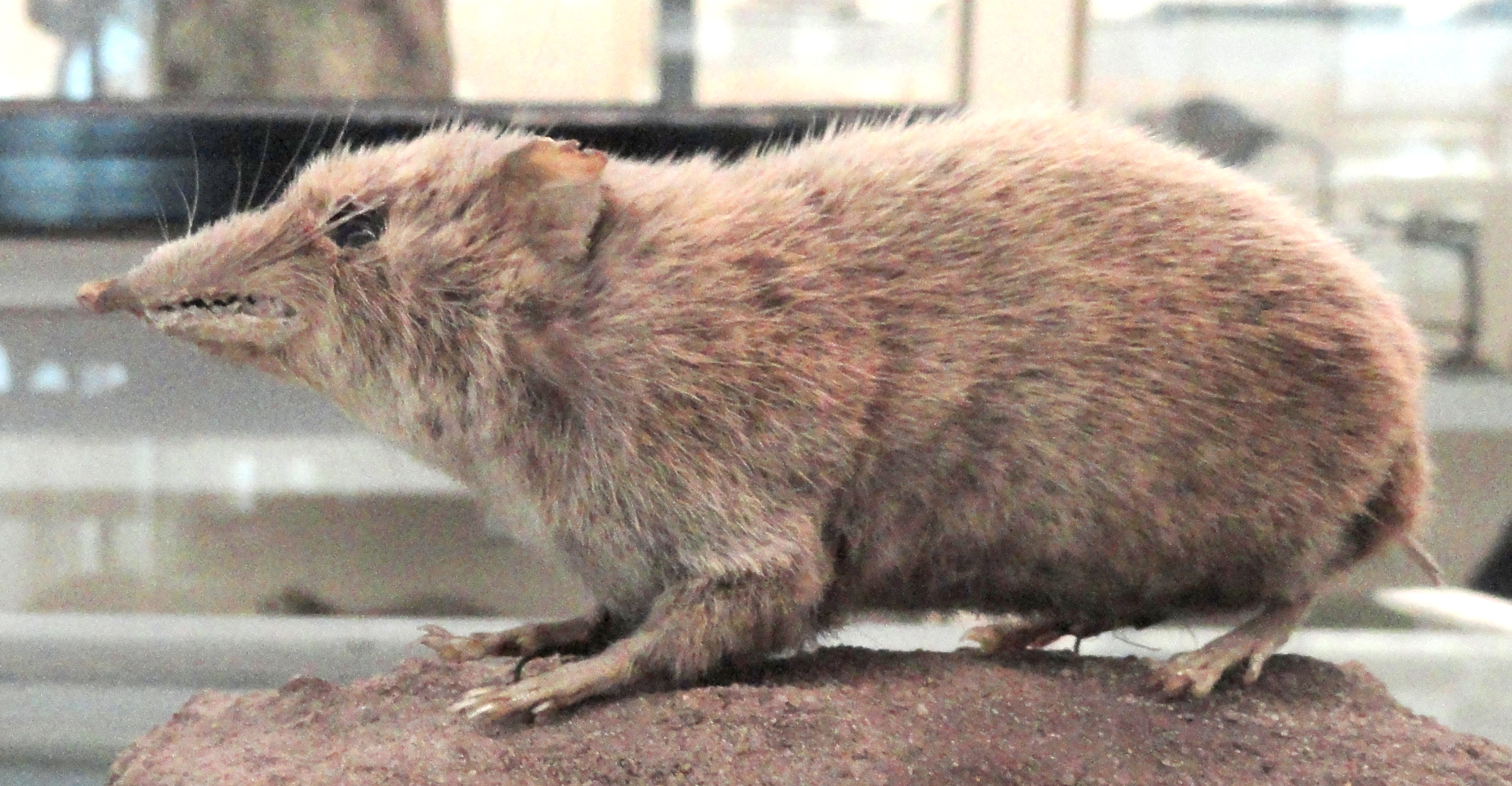
Hylomys suillus
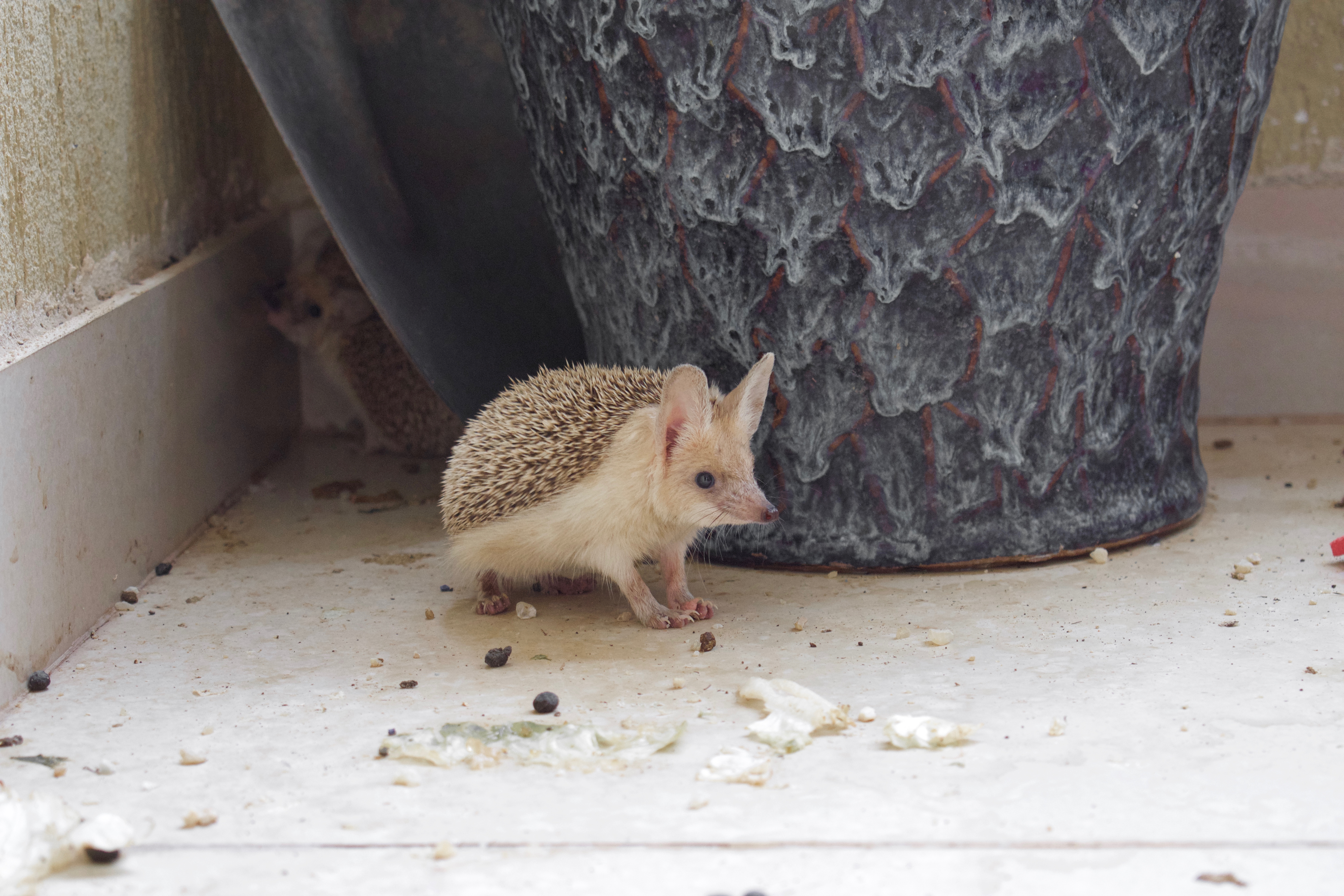
Paraechinus aethiopicus

### Liste des espèces
Selon MSW :
- sous-famille Erinaceinae
  - Atelerix
    - Atelerix albiventris
    - Atelerix algirus
    - Atelerix frontalis
    - Atelerix sclateri

  - Erinaceus
    - Erinaceus amurensis
    - Erinaceus concolor
    - Erinaceus europaeus
    - Erinaceus roumanicus

  - Hemiechinus
    - Hemiechinus auritus
    - Hemiechinus collaris

  - Mesechinus
    - Mesechinus dauuricus
    - Mesechinus hughi

  - Paraechinus
    - Paraechinus aethiopicus
    - Paraechinus hypomelas
    - Paraechinus micropus
    - Paraechinus nudiventris
- sous-famille Galericinae
  - Echinosorex
    - Echinosorex gymnura

  - Hylomys
    - Hylomys megalotis
    - Hylomys parvus
    - Hylomys suillus

  - Neohylomys
    - Neohylomys hainanensis

  - Neotetracus
    - Neotetracus sinensis

  - Podogymnura
    - Podogymnura aureospinula
    - Podogymnura truei